# Cheonhyeon-dong
Cheonhyeon-dong (koreanska: 천현동) är en stadsdel i staden Hanam i provinsen Gyeonggi i den norra delen av Sydkorea, 24 km öster om huvudstaden Seoul.